# Ogonów (województwo lubelskie)
Ogonów – wieś w Polsce położona w województwie lubelskim, w powiecie ryckim, w gminie Ryki.
W latach 1975–1998 miejscowość położona była w województwie lubelskim.
Wieś jest sołectwem w gminie Ryki. Według Narodowego Spisu Powszechnego z roku 2011 wieś liczyła 99 mieszkańców.
Wierni Kościoła rzymskokatolickiego należą do parafii św. Maksymiliana Kolbego w Starym Bazanowie.

## Historia
Ogonów w wieku XIX stanowił wieś i młyn tej nazwy w powiecie garwolińskim, gminie i parafii Ryki. W roku 1886 posiadał 10 domów i 54 mieszkańców z gruntem 201 mórg. Według spisu z 1827 roku było tu 7 domów i 50 mieszkańców. Według noty słownika z roku 1886, wieś łączyła się dawniej ze wsią Brusów.